# 1988년 전미 비평가 협회상
제23회 전미 비평가 협회상은 1988년 최고의 영화를 기리기 위해 1989년 1월에 열린 시상식이다.

## 수상 및 후보

### 작품상
- 프라하의 봄 수상

### 감독상
- 프라하의 봄 - 필립 카우프만 수상

### 여우주연상
- 하이 타이드 - 주디 데이비스 수상

### 남우주연상
- 비틀쥬스 - 마이클 키튼 수상
- 재생자 - 마이클 키튼 수상

### 여우조연상
- 마피아의 아내 - 메르세데스 룰 수상

### 남우조연상
- 마피아의 아내 - 딘 스톡웰 수상
- 터커 - 딘 스톡웰 수상

### 각본상
- 19번째 남자 - 론 쉘톤 수상

### 촬영상
- 베를린 천사의 시 - 헨리 알레칸 수상

### 다큐멘터리상
- 가늘고 푸른 선 수상

### 특별상
- 신경쇠약 직전의 여자 - 페드로 알모도바르 수상
- 마타도르 - 페드로 알모도바르 수상